# 10457 Suminov
10457 Suminov (1978 QE2) là một tiểu hành tinh vành đai chính được phát hiện ngày 31 tháng 8 năm 1978 bởi N. S. Chernykh ở Đài vật lý thiên văn Crimean.